# ۱۲۳۳ (قمری)
۱۲۳۳ (قمری)، هزار و دویست و سی و سومین سال در گاهشماری هجری قمری است. اول محرم این سال برابر با یازدهم نوامبر سال ۱۸۱۷ میلادی است.

## زادگان
طاهره قرةالعین (زرین تاج برغانی قزوینی)